# Neufchâtel-en-Bray
Neufchâtel-en-Bray è un comune francese di 5 069 abitanti situato nel dipartimento della Senna Marittima nella regione della Normandia.

## Società

### Evoluzione demografica
Abitanti censiti